# Negra con peonias
Negra con peonias (en francés: La négresse aux pivoines) es una pintura de Frédéric Bazille, de 60,3 x 75,2 cm. La pintó a finales de la primavera de 1870, unos meses antes del inicio de la guerra franco-prusiana, en la que moriría. Desde 1918, la pintura forma parte de la colección del Museo Fabre de Montpellier.

## Presentación
Negra con peonias es una combinación de bodegón tradicional y pintura de género. Permitió a Bazille mostrar su talento para pintar flores y volver a trabajar con la modelo que ya tenía un papel destacado en El aseo, aunque de espaldas. Aquí está vestida con un sencillo vestido blanco y un pañuelo rayado en la cabeza, típico del antiguo atuendo de las mujeres afrocaribeñas. Con cuidado y concentración, dispone una peonia roja en un jarrón, en el que, además de algunas peonias, también hay lirios azules y la rama de un tamarisco. En su mano izquierda sostiene una rama de laburno, mientras que más peonias y rosas de Güeldres yacen sobre la mesa frente a ella. El jarrón redondo de porcelana oscura también está profusamente decorado con flores claras. Bazille tomó prestado este jarrón de Fantin-Latour, quien también lo muestra en su propia pintura Un taller en Batignolles.
Bazille realizó una versión anterior, que ahora cuelga en la Galería Nacional de Arte en Washington D. C. En esta obra, la misma sirvienta negra vestida igual y además con pendientes ahora mira de frente al espectador con el ceño un poco fruncido, sosteniendo un ramo de peonias en alto mientras apoya una bandeja de mimbre llena de flores frescas, rosas, lilas, tulipanes, peonias, sobre la esquina de la mesa, frente a ella. En la versión de Montpellier se la puede ver más de perfil y el pintor también optó por dejar entrar la luz por un lateral. Este juego de luces y sombras resultante dota al cuadro de mayor profundidad y expresividad.
Aunque pintores como Degas y Courbet también habían realizado cuadros similares con flores, Manet fue la principal fuente de inspiración de Bazille y el uso de peonias probablemente sea un homenaje al maestro. Como sus flores favoritas, no solo las cultivaba en su jardín y las pintó con frecuencia en sus naturalezas muertas, sino que en su célebre Olympia una sirvienta negra le ofrece a la mujer reclinada un gran ramo.
La modelo que posó para Bazille no ha sido identificada, pero es la misma que posó para Modelo femenino (1867-1869) de Thomas Eakins, en la que porta el mismo pañuelo y los mismos pendientes de coral rojo que se ven en Negra con peonias.

## Origen
- 1918: Donación de Marc Bazille, hermano del artista, al Museo Fabre.

## Obras relacionadas

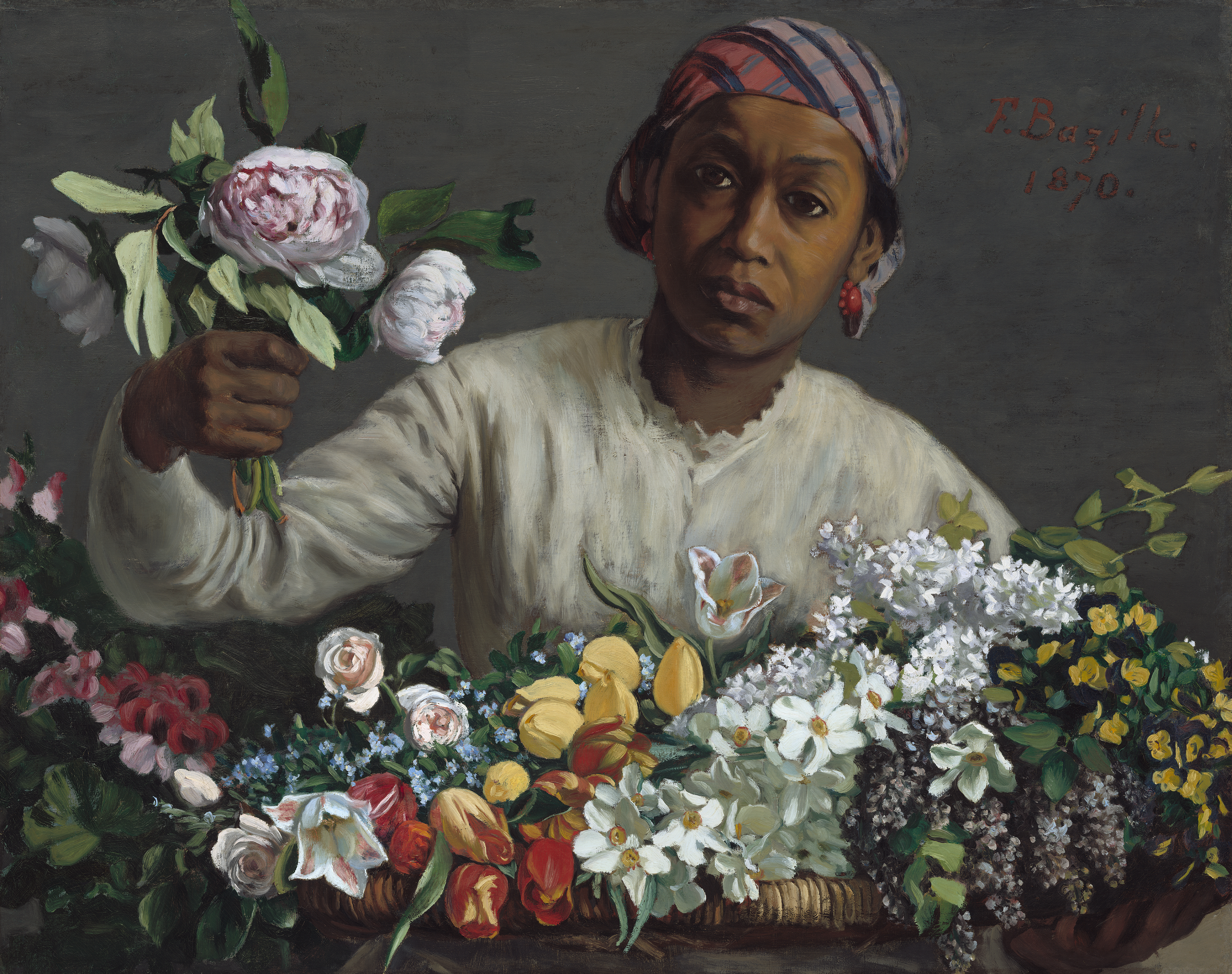
Mujer joven con peonias (Negra con peonias), versión de Washington, 1870.
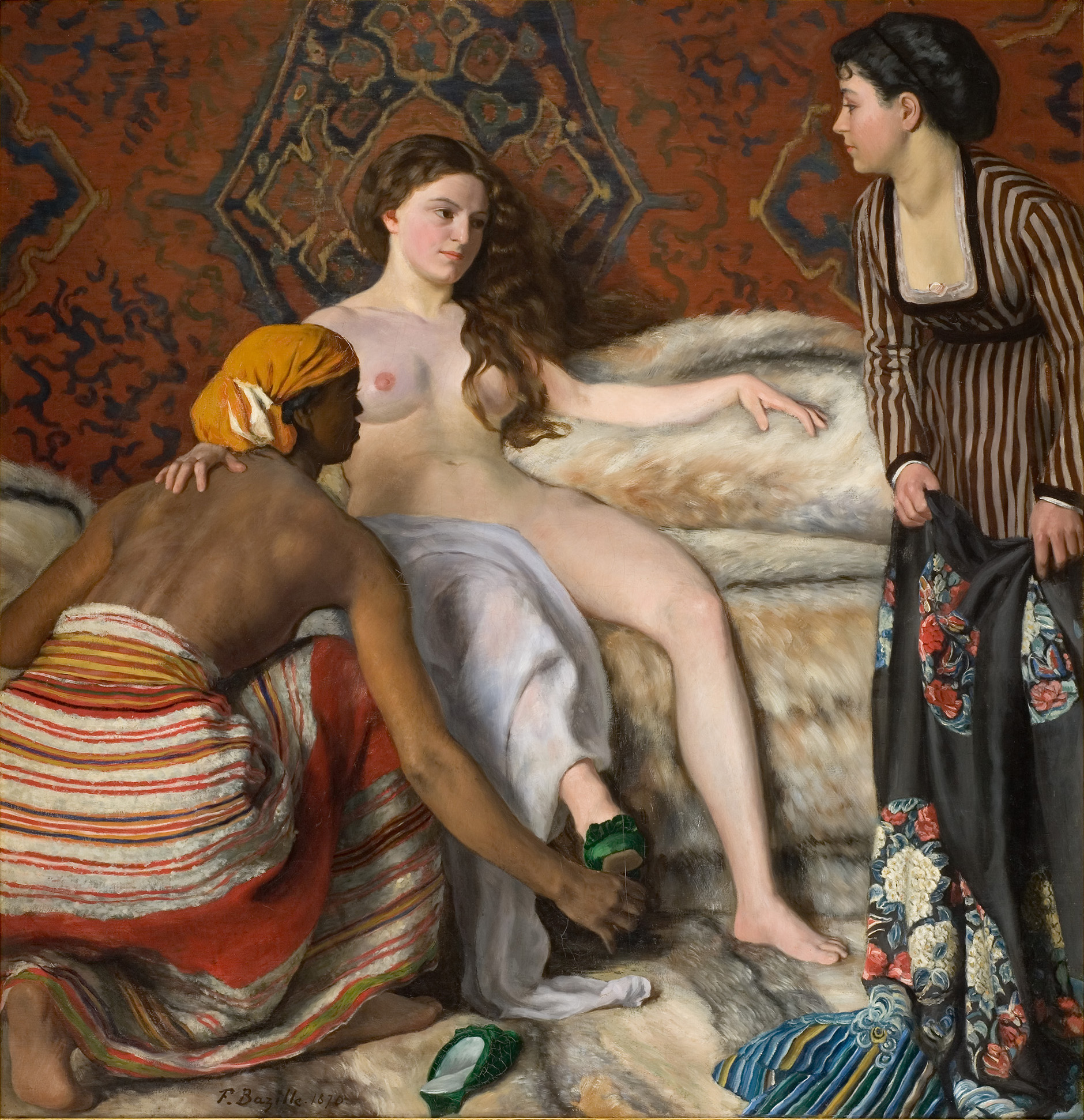
El aseo (La toilette), Fréderic Bazille, 1870.
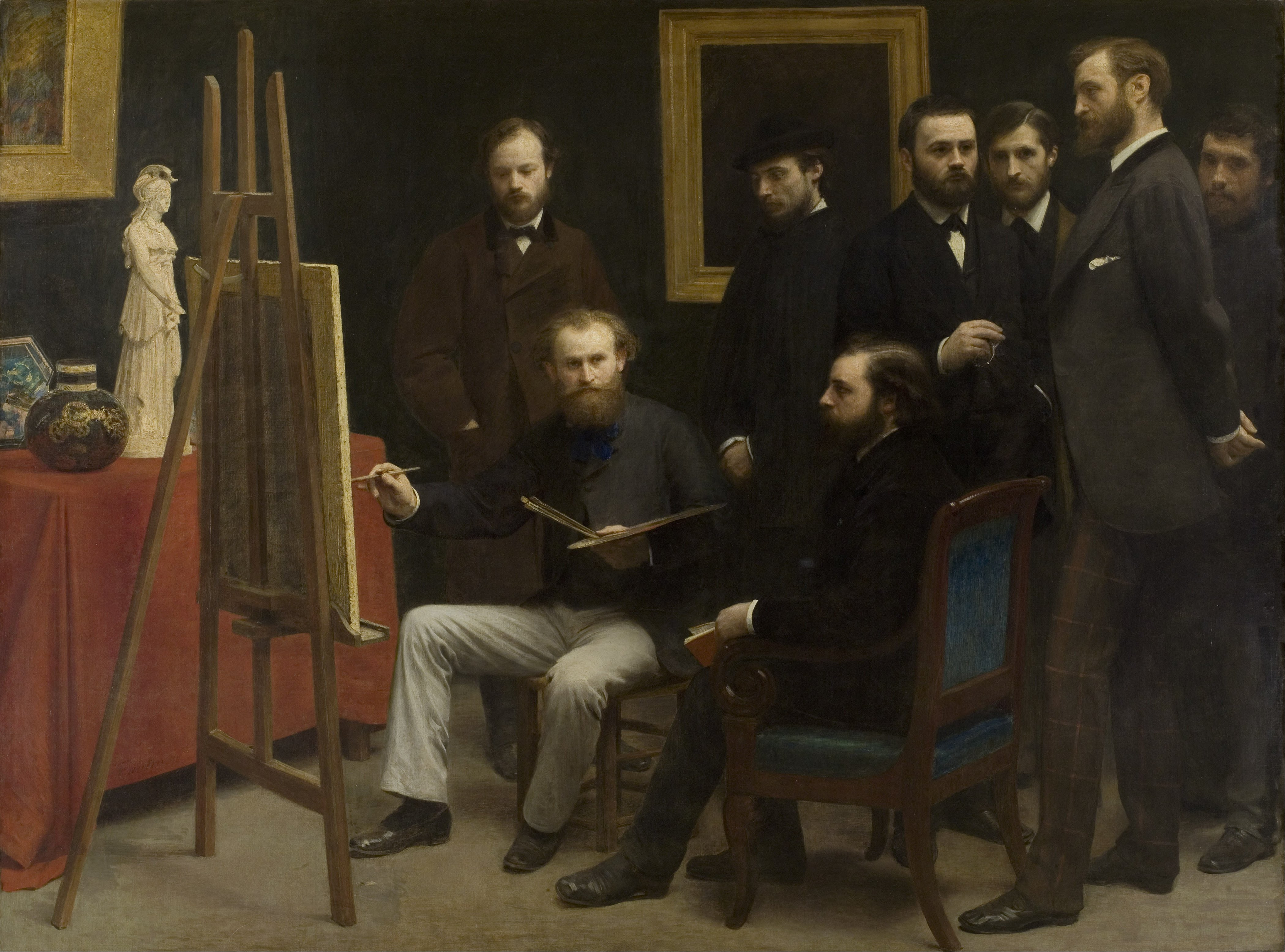
Un taller en Batignolles, Henri Fantin-Latour, 1870.
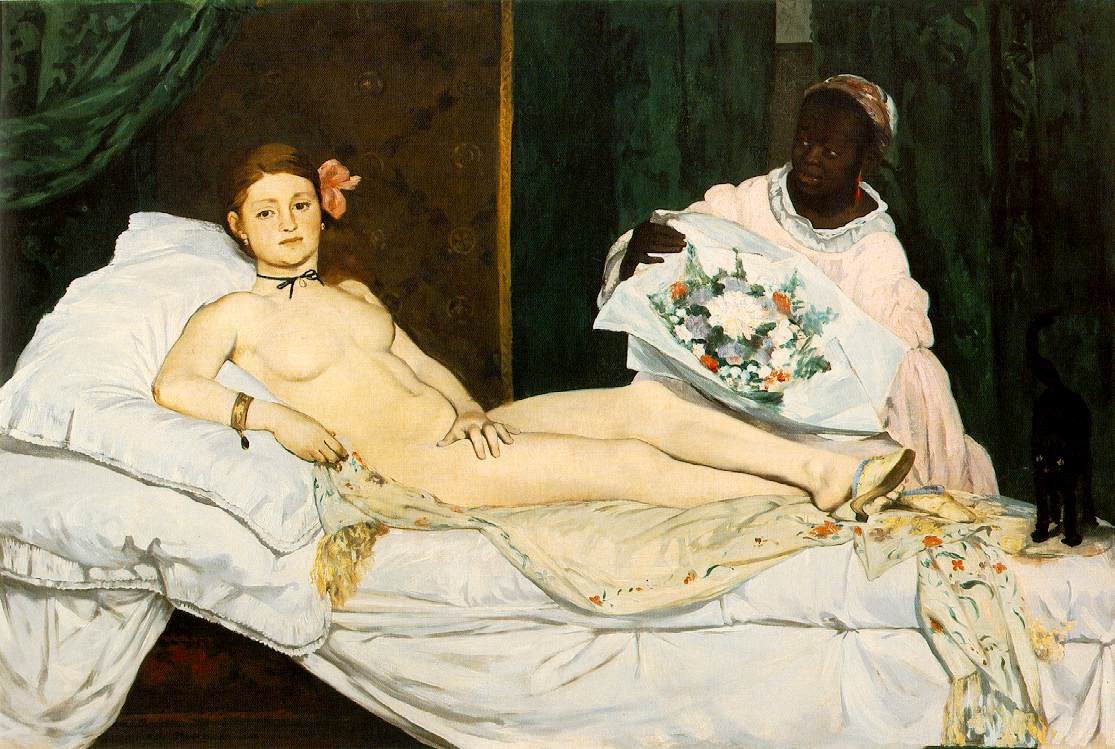
Olympia, Manet, 1863.
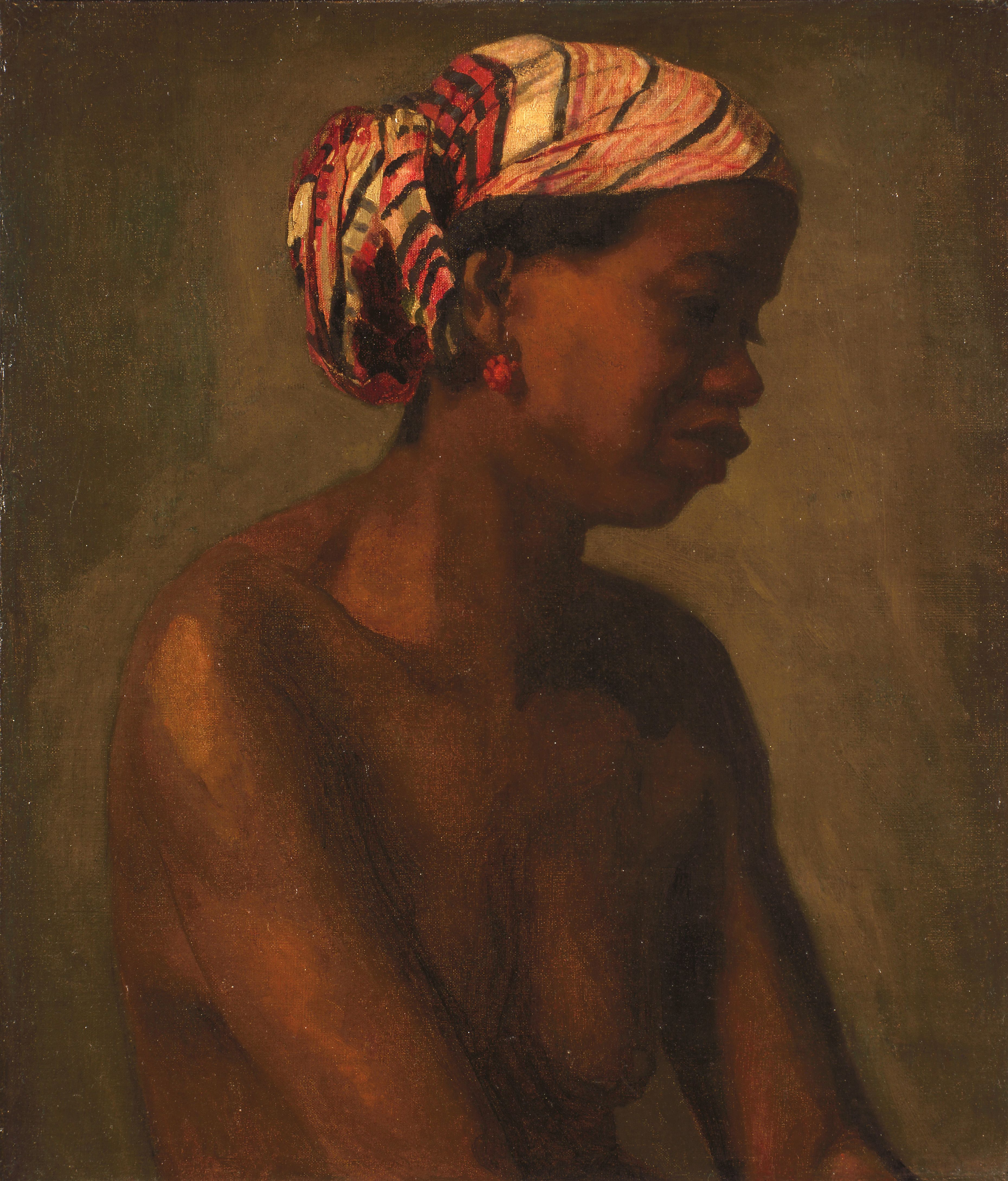
Modelo femenina, Thomas Eakins, 1869.
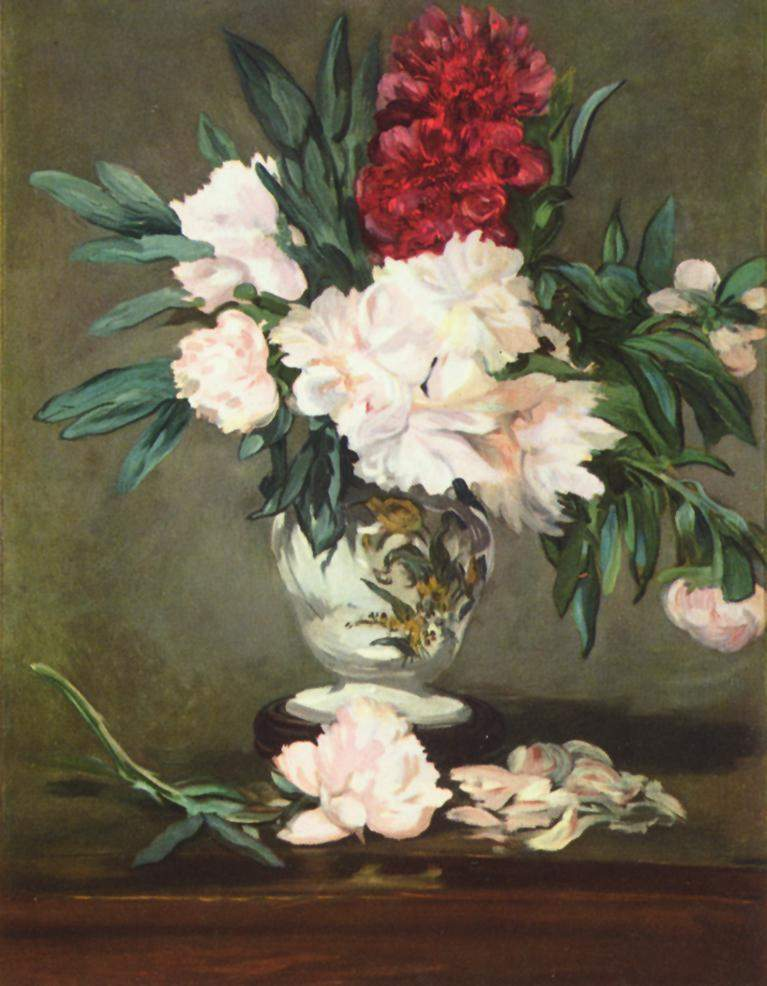
Jarrón con peonias, Manet, 1864-65.